# Radix hordeum
Radix hordeum is een slakkensoort uit de familie van de Lymnaeidae. De wetenschappelijke naam van de soort is voor het eerst geldig gepubliceerd in 1874 door Mousson.